# 扎赉诺尔西站
扎赉诺尔西站是位于内蒙古自治区呼伦贝尔市扎赉诺尔区第三街道的一个铁路车站，有滨洲铁路经过该站。车站现办理客运业务，距离哈尔滨站911公里，隶属哈尔滨局集团海拉尔车务段，是二等区段站。
随着扎赉诺尔矿区的生产发展，矿区中心逐渐西移，铁路部门曾修建908、前哨等乘降所以应付需求。1992年5月8日，在既有扎赉诺尔站西侧的扎赉诺尔西站开工，车站建设资金由当地各企事业单位筹集而成。1994年车站竣工，1998年10月1日正式启用，由扎赉诺尔站管理，12月8日划至海拉尔车务段。车站候车室面积1135平方米:667。